# World Series of Poker

Johnny Moss, Becky Binion en Puggy Pearson op de WSOP 1974.

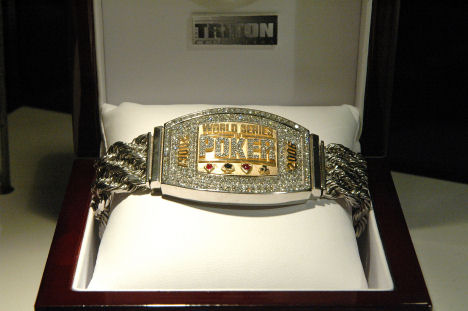
Een WSOP-armband (2006).

De World Series of Poker (WSOP) is het grootste pokerevenement ter wereld. Ooit begonnen met maar één evenement, bestaat het nu inmiddels uit meer dan tachtig pokertoernooien (in verschillende pokervormen), allen met duizenden dollars inschrijfgeld. Iedere WSOP kent een Main Event, met een $10.000,- No Limit Texas Hold 'em toernooi. De winnaar van dit evenement wordt gezien als (officieus) wereldkampioen poker.
De WSOP worden sinds de eerste editie altijd gehouden in Las Vegas. De organisatie breidde met ingang van 2007 uit door ook een jaarlijkse World Series of Poker Europe te organiseren in Londen. Vanaf 2010 werden er ook de World Series of Poker Africa georganiseerd in Zuid-Afrika en daarna kwam er in 2013 ook de World Series of Poker Asia Pacific bij in Melbourne.
Op 20 april 2020 liet de directie van de World Series of Poker weten dat de 51e editie van de toernooiserie werd uitgesteld vanwege de coronapandemie. Het toernooi vond bijna volledig online plaats in het najaar van 2020. In 2021 vond het toernooi wel weer plaats, maar dan van eind september tot eind november in plaats van in de zomer. 

## Lijst van winnaars van het Main Event
| Jaar | Winner / Winnende Hand             | Prijzengeld in (US$) | Aantal Deelnemers | Nr. 2 / verliezende Hand  |
| ---- | ---------------------------------- | -------------------- | ----------------- | ------------------------- |
| 1970 | Johnny Moss                        | n/a                  | 7                 | n/a                       |
| 1971 | Johnny Moss                        | 30.000               | 6                 | Walter "Puggy" Pearson    |
| 1972 | Thomas "Amarillo Slim" Preston K J | 80.000               | 8                 | Walter "Puggy" Pearson    |
| 1973 | Walter "Puggy" Pearson A♠ 7♠       | 130.000              | 13                | Johnny Moss K♥ J♠         |
| 1974 | Johnny Moss                        | 160.000              | 16                | Crandell Addington        |
| 1975 | Brian "Sailor" Roberts 9♠ 9♥       | 210.000              | 21                | Bob Hooks A♣ K♦           |
| 1976 | Doyle Brunson 10♠ 2♠               | 220.000              | 22                | Jesse Alto A♠ J♦          |
| 1977 | Doyle Brunson 10♠ 2♥               | 340.000              | 34                | Gary Berland 8♥ 5♣        |
| 1978 | Bobby Baldwin Q♦ Q♣                | 210.000              | 42                | Crandell Addington 9♦ 9♣  |
| 1979 | Hal Fowler 7♠ 6♦                   | 270.000              | 54                | Bobby Hoff A♣ A♥          |
| 1980 | Stu Ungar 5♠ 4♠                    | 385.000              | 73                | Doyle Brunson A♥ 7♠       |
| 1981 | Stu Ungar A♥ Q♥                    | 375.000              | 75                | Perry Green 10♠ 9♦        |
| 1982 | Jack Straus A♥ 10♠                 | 520.000              | 104               | Dewey Tomko A♦ 4♦         |
| 1983 | Tom McEvoy Q♦ Q♠                   | 540.000              | 108               | Rod Peate K♦ J♦           |
| 1984 | Jack Keller 10♥ 10♠                | 660.000              | 132               | Byron Wolford 6♥ 4♥       |
| 1985 | Bill Smith 3♠ 3♥                   | 700.000              | 140               | T.J. Cloutier A♦ 3♣       |
| 1986 | Berry Johnston A♠ 10♥              | 570.000              | 141               | Mike Harthcock A♦ 8♦      |
| 1987 | Johnny Chan A♠ 9♣                  | 625.000              | 152               | Frank Henderson 4♦ 4♣     |
| 1988 | Johnny Chan J♣ 9♣                  | 700.000              | 167               | Erik Seidel Q♣ 7♥         |
| 1989 | Phil Hellmuth Jr 9♠ 9♣             | 755.000              | 178               | Johnny Chan A♠ 7♠         |
| 1990 | Mansour Matloubi 6♥ 6♠             | 895.000              | 194               | Hans Lund 4♦ 4♣           |
| 1991 | Brad Daugherty K♠ J♠               | 1.000.000            | 215               | Don Holt 7♥ 3♥            |
| 1992 | Hamid Dastmalchi 8♥ 4♣             | 1.000.000            | 201               | Tom Jacobs J♦ 7♠          |
| 1993 | Jim Bechtel J♣ 6♥                  | 1.000.000            | 220               | Glenn Cozen 7♠ 4♦         |
| 1994 | Russ Hamilton K♠ 8♥                | 1.000.000            | 268               | Hugh Vincent 8♣ 5♥        |
| 1995 | Dan Harrington 9♦ 8♦               | 1.000.000            | 273               | Howard Goldfarb A♥ 7♣     |
| 1996 | Huck Seed 9♦ 8♦                    | 1.000.000            | 295               | Bruce Van Horn K♣ 8♣      |
| 1997 | Stu Ungar A♥ 4♣                    | 1.000.000            | 312               | John Strzemp A♠ 8♣        |
| 1998 | Scotty Nguyen J♦ 9♣                | 1.000.000            | 350               | Kevin McBride Q♥ 10♥      |
| 1999 | Noel Furlong 5♣ 5♦                 | 1.000.000            | 393               | Alan Goehring 6♥ 6♣       |
| 2000 | Chris Ferguson A♠ 9♣               | 1.500.000            | 512               | T. J. Cloutier A♦ Q♣      |
| 2001 | Carlos Mortensen K♣ Q♣             | 1.500.000            | 613               | Dewey Tomko A♠ A♥         |
| 2002 | Robert Varkonyi Q♦ 10♠             | 2.000.000            | 631               | Julian Gardner J♣ 8♣      |
| 2003 | Chris Moneymaker 5♦ 4♠             | 2.500.000            | 839               | Sam Farha J♥ 10♦          |
| 2004 | Greg Raymer 8♠ 8♦                  | 5.000.000            | 2.576             | David Williams A♥ 4♠      |
| 2005 | Joe Hachem 7♣ 3♠                   | 7.500.000            | 5.619             | Steve Dannenmann A♦ 3♣    |
| 2006 | Jamie Gold Q♠ 9♣                   | 12.000.000           | 8.773             | Paul Wasicka 10♥ 10♠      |
| 2007 | Jerry Yang 8♣ 8♦                   | 8.250.000            | 6.358             | Tuan Lam A♦ Q♦            |
| 2008 | Peter Eastgate A♦ 5♠               | 9.152.416            | 6.844             | Ivan Demidov 4♥ 2♥        |
| 2009 | Joseph Cada 9♦ 9♣                  | 8.546.435            | 6.494             | Darvin Moon Q♦ J♦         |
| 2010 | Jonathan Duhamel A♠ J♥             | 8.944.138            | 7.319             | John Racener K♦ 8♦        |
| 2011 | Pius Heinz A♠ K♣                   | 8.715.638            | 6.865             | Martin Staszko 10♣ 7♣     |
| 2012 | Greg Merson K♦ 5♦                  | 8.527.982            | 6.598             | Jesse Sylvia Q♠ J♠        |
| 2013 | Ryan Riess A♥ K♥                   | 8.361.570            | 6.352             | Jay Farber Q♠ 5♠          |
| 2014 | Martin Jacobson 10♥ 10♦            | 10.000.000           | 6.683             | Felix Stephensen A♥ 9♥    |
| 2015 | Joseph McKeehen A♥ 10♦             | 7.683.346            | 6.420             | Joshua Beckley 4♣ 4♦      |
| 2016 | Qui Nguyen K♣ 10♣                  | 8.005.301            | 6.737             | Gordon Vayo J♠ 10♠        |
| 2017 | Scott Blumstein A♥ 2♦              | 8.150.000            | 7.221             | Dan Ott A♦ 8♦             |
| 2018 | John Cynn K♣ J♣                    | 8.800.000            | 7.874             | Tony Miles Q♣ 8♥          |
| 2019 | Hossein Ensan K♥ K♣                | 10.000.000           | 8.569             | Dario Sammartino 8♠ 4♠    |
| 2020 | Damian Salas K♦ J♠                 | 2.550.969            | 1.379             | Joseph Hebert A♦ Q♠       |
| 2021 | Koray Aldemir 10♦ 7♦               | 8.000.000            | 6.650             | George Holmes K♣ Q♠       |
| 2022 | Espen Jørstad Q♦ 2♠                | 10.000.000           | 8.663             | Adrian Attenborough J♣ 4♠ |
| 2023 | Daniel Weinman K♣ J♦               | 12.100.000           | 10.043            | Steven Jones J♣ 8♦        |
| 2024 |                                    |                      |                   |                           |

## Player of the Year
De WSOP reikt sinds 2004 een WSOP Player of the Year-award uit aan de speler die tijdens de betreffende jaargang de meeste punten scoort. Hiervoor tellen alleen toernooien mee waaraan iedereen mee kan doen, de spelen die alleen toegankelijk zijn voor vrouwen, senioren en casino-medewerkers niet. In 2006 en 2007 werd de uitkomst van het Main Event en het $50.000 H.O.R.S.E.-toernooi ook niet meegeteld. In 2008 telde het laatstgenoemde toernooi wel mee, het Main Event niet. Sinds 2009 tellen alle vrij toegankelijke toernooien mee, inclusief het Main Event.
Van 2004 tot en met 2010 telden alleen toernooien van de originele World Series of Poker in de Verenigde Staten mee voor het Player of the Year-klassement. Vanaf 2011 worden ook de resultaten van de World Series of Poker Europe en vanaf 2013 ook die van de World Series of Poker Asia Pacific meegerekend. Organisator Bluff Magazine paste in 2011 het scoresysteem aan en sindsdien beïnvloeden ook de inschrijfgelden en grootte van de deelnemersvelden het aantal punten dat spelers per evenement kunnen halen. In 2020 was er geen Player of the Year verkiezing doordat de WSOP in Las Vegas geannuleerd werd door het corona-virus.
| Jaar | Winnaar          | Bracelets       | Finaletafels    | Uitbetalingen   | WSOP Verdiensten (US$) |                 |
| ---- | ---------------- | --------------- | --------------- | --------------- | ---------------------- | --------------- |
| 2004 | Daniel Negreanu  | 1               | 5               | 6               | 346.280                |                 |
| 2005 | Allen Cunningham | 1               | 4               | 5               | 1.007.115              |                 |
| 2006 | Jeff Madsen      | 2               | 4               | 4               | 1.467.852              |                 |
| 2007 | Tom Schneider    | 2               | 3               | 3               | 416.829                |                 |
| 2008 | Erick Lindgren   | 1               | 3               | 5               | 1.348.528              |                 |
| 2009 | Jeff Lisandro    | 3               | 4               | 6               | 807.521                |                 |
| 2010 | Frank Kassela    | 2               | 3               | 6               | 1.255.314              |                 |
| 2011 | Ben Lamb         | 1               | 4               | 5               | 5.352.970              |                 |
| 2012 | Greg Merson      | 2               | 2               | 5               | 9.785.354              |                 |
| 2013 | Daniel Negreanu  | 2               | 4               | 10              | 1.954.054              |                 |
| 2014 | George Danzer    | 3               | 5               | 10              | 868.649                |                 |
| 2015 | Mike Gorodinsky  | 1               | 3               | 8               | 1.766.487              |                 |
| 2016 | Jason Mercier    | 2               | 4               | 11              | 960.424                |                 |
| 2017 | Chris Ferguson   | 1               | 3               | 23              | 428.423                |                 |
| 2018 | Shaun Deeb       | 2               | 4               | 20              | 2.545.623              |                 |
| 2019 | Robert Campbell  | 2               | 5               | 13              | 750.844                |                 |
| 2020 | niet uitgereikt  | niet uitgereikt | niet uitgereikt | niet uitgereikt | niet uitgereikt        | niet uitgereikt |
| 2021 | Josh Arieh       | 2               | 5               | 11              | 1.194.061              |                 |
| 2022 | Daniel Zack      | 2               | 4               | 18              | 1.439.932              |                 |
| 2023 | Ian Matakis      | 1               | 3               | 22              | 881.052                |                 |
| 2024 |                  |                 |                 |                 |                        |                 |

## Nederlandse en Belgische deelnemers
- Marco Adams
- Niels van Alphen
- Hendrik Alebregtse
- Franciscus Andries
- Jans Arends  ♠ ♠
- Erik van den Berg
- Thierry van den Berg
- Paul Berende
- Gerrit Blanckaert
- Belinda Blokker
- Daniel Boender
- Patricia Boots
- Hans Bosman
- Fokke Beukers
- Noah Boeken
- Mark Boudewijn
- Joep van den Bijgaart
- Michiel Brummelhuis
- Thi Bui
- Vincent Buis
- Janno Cazemier
- Peter Dalhuijsen
- Lesley Deurman
- Cyriel Dohmen
- Vincent van der Fluit ♠
- Pieter van Gils
- Pim de Goede
- Ed de Haas
- Ernst Hermans
- Ronnie Hofman
- Rob Hollink ♠
- Jorryt van Hoof
- Kevin Jorna
- Ronald Keijzer ♠
- Pieter de Korver
- Dominik Kulicki
- Nicolaas Lambrix
- Vincent Lucardie
- Marcel Lüske
- Sijbrand Maal
- Jolmer Meelis
- Menno Mensonides
- Sven Mol
- Fatima Moreira de Melo
- Marc Naalden ♠
- Mathijs Jonkers[1]
- Dung Nguyen
- Jeffrey Niehaus
- Julien Nuijten
- Tobias Peters
- Steven Razab
- Daniel Reijmer
- Patrick Renkers
- Tim van Riet
- Michiel Sijpkens
- Rolf Slotboom
- Sybe Smit
- Justin Tazelaar
- Johan van Til
- Cornelis Uljee
- Paul(us) Valkenburg
- Bjorn Verbakel
- Robbie Verspui
- Lex Veldhuis
- Bjorn Verbakel
- Marc Vincent
- Ruben Visser
- Marcel Vonk ♠
- Jorn Walthaus
- Thijs Wessels
- Jasper Wetemans
- Jelger Wiegersma
- Rien Wijermars
- Rob de Wildt
- Steve Wong
- Jorn Walthaus
- Steven van Zadelhoff

- Julien Becquart
- Alex Beeckx
- Joel Benzinou
- Frederic Broos
- Walter Buss
- Salvatore Crapanzano
- Thomas Declerck
- Jason Deurn
- Daniel Dodet
- Michael Gathy ♠♠♠♠
- Kenny Hallaert
- Fabrice Halleux
- Davidi Kitai ♠♠♠
- Jamel Maistriaux
- Christophe De Meulder
- Matthias De Meulder
- Fried Meulders
- Philip Meulyzer
- Pierre Neuville
- Koen Schiepers
- Jean-Yves Malherbe
- Ajay Shah
- Kevin Vandersmissen
- Bart Verbanck
- Koen De Visscher
- Diren Yildiz

- alle genoemde namen hebben minimaal één keer prijzengeld gewonnen op de WSOP

- een ♠ achter een naam staat voor één gewonnen WSOP-toernooi, twee voor twee, etc.

## Computerspellen
- Er zijn ook enkele computerspellen uitgebracht die zich afspelen op de World Series of Poker:
  - World Series of Poker: The Official Game (2005)
  - World Series of Poker: Tournament of Champions (2006)
  - World Series of Poker 2008: Battle for the Bracelets (2007)
  - World Series of Poker: Full House Pro (2013)